# Greg Grunberg
Gregory Phillip Grunberg (Los Angeles, Kalifornia, 1966. július 11. –) amerikai színész, Garry és Sandy Grunberg második gyermeke.

## Színészi karrier
Grunberget mindig is érdekelte a színészet. Már gyerekkorától aktív szereplője volt minden általános iskolai és gimnáziumi színkörnek. Óvodáskorától ismeri Jeffrey Jacob „J. J.” Abramset, aki később segítette karrierje során. Kezdetben Abramshez hasonlóan Grunberget is az írói munka érdekelte, de rájött, hogy nagyobb örömét leli a színjátszásban. Tinédzserként rendszeres szereplője volt Abrams kísérleti filmjeinek és reklámparódiáinak.
Miután üzleti diplomát szerzett a San Diego Állami Egyetemen, néhány barátjával megalapította a Yogurt Runners nevű céget, ami fagyasztott joghurtkészítmények házhozszállításával foglalkozott. Az alkalmazottak többsége munkanélküli színész volt, akiknek így volt pénzkeresetük, de megkapták a lehetőséget, hogy napközben meghallgatásokra járjanak egy-egy szerep elnyeréséért.
A ’90-es évek közepén, amikor J. J. Abrams forgatókönyvírói karrierje kezdett kibontakozni, Grunberg már a filmszakmában dolgozott Joel Silver producer asszisztenseként. Az egy évig tartó együttműködés után Silver tanácsára végleg átpártolt a professzionális színészi karrier irányába. A siker nem jött azonnal, majdnem egy évig járt meghallgatásokra, amíg végül megkapta az első reklámszerepét. Hat évvel ezután már 60 reklámszerepet tudhatott magáénak. Ezek közül az egyik olyan emlékezetes volt, hogy két évig futott a televízióban és a színész meghívást kapott a The Tonight Showba, Jay Leno műsorába.
Ezek után már könnyebben kapott vendégszereplésekre való felkéréseket. Habár a színész ezeket nem érezte igazi kihívásnak, hálás volt minden lehetőségért. 1998-ban régi barátja, J. J. Abrams hívta fel, hogy megkérdezze, érdekelné-e egy visszatérő szerep, új televíziósorozatában, ami Felicity címmel fog futni. Grunberg négy évadon keresztül játszotta a sorozatban Sean Blumberget, akinek karakterét Abrams mindig is a színész személyisége alapján képzelte el – erre utal a vezetéknév hasonlósága is. Eközben 2001-ben Grunberg megkapta Eric Weiss területi CIA-ügynök szerepét is Abrams másik nagy sikerű sorozatában, az Aliasban. Bár egyik szerep sem volt főszerep, a színész hét év alatt több mint 140 órányi leforgatott televízióműsorban volt látható.
2003-ban Jason Bateman mellett főszerepet kapott egy vígjátéksorozatban, a The Jake Effectben. Habár a sorozat 2003 tavaszán került volna bemutatásra, az NBC mégsem tűzte műsorára, így a leforgatott hét epizód csak 2006-ban került adásba az NBC Bravo televíziócsatornáján. Grunberg a csalódás után újabb vendégszereplésekkel próbált a köztudatban és a színészi pályán maradni.
Grunbergnek az áttörést és az igazi ismertséget az hozta, amikor főszerepet kapott az NBC 2006-ban indult Hősök című sorozatában, amelynek a második epizódjában tűnt fel először. Itt Matt Parkmant játssza, a Los Angeles-i közrendőrt, aki felfedezi, hogy különleges képesség birtokában van, képes hallani mások gondolatait.

## Család, jótékonyság
Grunberg 1992 decemberében házasodott össze jelenlegi feleségével, Elizabeth Grunberggel. Három gyermekük született, Jake, Sam és Ben Grunberg. Grunberg legidősebb fia, Jake epilepsziában szenved, ami arra ösztönözte a színészt, hogy aktívan részt vegyen a betegség elleni harc promotálásában és a kutatásokra szánt adományok gyűjtésében. Gyakran szervez rendezvényeket, hogy a Los Angeles-i Pediatric Epilepsy Project és az Epilepsy Foundation számára gyűjtsön pénzt és ezen tevékenységébe gyakran bevonja színész és zenész barátait. Tagja a „16:9” könnyűzenei együttesnek, amelyben többek között Hugh Laurie-val és James Dentonnal játszik együtt, és gyakran lép fel velük jótékonysági rendezvényeken.